# Чепкуруи, Лидия
Лидия Тум Чепкуруи — кенийская легкоатлетка, которая специализируется в беге на 3000 метров с препятствиями. Серебряная призёрка чемпионата мира 2013 года.

## Достижения на этапах Бриллиантовой лиги
- 2013:  Qatar Athletic Super Grand Prix – 9.13,75
- 2013:  Herculis – 9.15,18
- 2012:  Shanghai Golden Grand Prix – 9.22,66